# Apamea infernalis
Apamea infernalis är en fjärilsart som beskrevs av Eduard Friedrich Eversmann 1842. Apamea infernalis ingår i släktet Apamea och familjen nattflyn. Inga underarter finns listade i Catalogue of Life.